# Frullania ericoides
Frullania ericoides är en bladmossart som först beskrevs av Christian Gottfried Daniel Nees von Esenbeck, och fick sitt nu gällande namn av Mont.. Frullania ericoides ingår i släktet frullanior, och familjen Frullaniaceae. Inga underarter finns listade i Catalogue of Life.